# Фокина, Анастасия Ивановна
Анастасия Ивановна Фокина (23 мая 1913, Петровка, Саратовская губерния — 30 января 2010, Торосово, Ленинградская область) — доярка молочного племенного совхоза «Торосово», Герой Социалистического Труда.

## Биография
Родилась 23 мая 1913 года в деревне Петровка Саратовской губернии в семье крестьянина. С восьми лет батрачила в чужом хозяйстве. В 1932 году с семьей переехала в совхоз «Терпилицы» Ленинградской области.
С 1938 года трудилась в совхозе «Торосово» дояркой. С годами к Анастасии Ивановне пришло мастерство. К началу войны была известна в области как доярка-многотысячница, ударница. Во время Великой Отечественной войны она была эвакуирована вместе с совхозным стадом в Вологодскую область.
После войны, возвратившись в родной совхоз, А. И. Фокина продолжала высоко держать марку своей фермы, о которой к 1948 году заговорили в районе и области. Благодаря рациональной организации труда, правильному содержанию животных, строгому соблюдению режима, индивидуальному подходу в кормлении, тесному взаимодействию доярок и скотников со специалистами зооветеринарной службы она одной из первых стала получать 4-5-тысячные надои.
Указом Президиума Верховного Совета СССР от 22 октября 1949 года за получение высокой продуктивности животноводства (5663 килограмма от каждой коровы) Фокиной Анастасии Ивановне было присвоено звание Героя Социалистического Труда.
Более тридцати лет проработала на ферме, а в 1950—1960 годах надаивала по 6000-6200 килограммов молока от каждой коровы. С 1964 года на пенсии.
Избиралась депутатом Ленинградского областного Совета. Жила в деревне Торосово.
Награждена двумя орденами Ленина, медалью «За трудовую доблесть», малой золотой и четырьмя бронзовыми медалями ВДНХ.

## Комментарии
1. ↑  Петровка[1], с 1939 — Петрово[2], что соответствует данным источника[3].